# Great Dane Airlines
Great Dane Airlines A/S var et dansk flyselskab, der begyndte charter- og ruteflyvninger den 14. juni 2019. Selskabet havde salgskontor i Aalborg Lufthavn, og på første sal kontrolcenter for operation af flyene (flight operation).
Den første flyvning fandt sted den 14. juni 2019, da de fløj til Rhodos med 118 passagerer ombord. Den 11. oktober 2021 erklærede selskabet sig konkurs.

## Historie
Den 14. februar 2019 holdt selskabet pressemøde i Aalborg Lufthavn. Her præsenterede stifterne Thomas Hugo Møller og Duc Huy Nguyen en opstart den 14. juni med charterflyvninger for Bravo Tours. I denne anledning sagde den administrerende direktør, Thomas Hugo Møller:
| Citat | Vi har identificeret en underkapacitet i det nordeuropæiske marked for charterflyvning og regional ruteflyvning med 100 til 120 personers jetfly. Dette gav idéen til at starte et luftfartsselskab med stærk nordjyske rødder. | Citat |
|       | |       |

Stifteren Duc Huy Nguyen trak sig fra bestyrelsen såvel som den daglige ledelse den 3. marts 2019, da Nordjyske havde opdaget uoverensstemmelser med de faktiske omstændigheder i hans cv. I stedet indtrådte i ejerkredsen Eigild B. Christensen fra SEBC Aviation Leasing ApS, der udlejer fly til Great Dane Airlines.
I november 2019 blev selskabet tilført yderligere kapital efter større underskud end forventet i opstartsperioden, hvorefter Eigild B. Christensen ejer 90 procent af Great Dane Airlines. Ruteflyvninger havde medført for store tab, hvorfor man i stedet koncentrerer sig om charterflyvning og såkaldt ad-hoc, for eksempel hvis en fodboldklub har behov for at leje et fly. Selskabet kommer til at råde over i alt fire fly. Med fire fly kommer selskabet op på 100 medarbejdere, hvoraf 50 var ansat i slutningen af 2019.
Den 28. april 2020 offentliggjorde selskabet, at de starter på ruteflyvning til København og Malaga. Tre andre ruter til Dublin, Edinburgh og Nice kom ikke i gang, og Malagaruten blev ramt af coronaviruspandemien. Det første regnskabsår for 2019 blev et underskud på 25 millioner kroner, og selv om der var budgetteret med underskud, var det større end ventet. I årsrapportens revisorerklæring stod der bl.a., at "[s]elskabets fortsatte drift er betinget af, at virksomheden i resten af 2020 kan realisere forventningerne til charterﬂyvninger, belægningsprocenter på ruteﬂyvninger samt udviklingen i markedsbestemte variable omkostninger." Great Dane Airlines besluttede sig for at nedlægge rutetrafik og i stedet satse på charterflyvning.

### Vietnam
Da coronapandemien brød ud i marts 2020, fortalte Thomas Hugo Møller, som er direktør i Great Dane Airlines at de håbede på at nedlukningen af landet kun varede et par uger. Han fortalte også at de som et nyetableret selskab, som var nødt til at holde sig i luften for ikke at miste for mange penge. Derfor hookede han sig sammen med en flymægler i Dubai, som havde en kontrakt på syv måneder med indenrigsflyvninger i Vietnam for Bamboo Airways. Derfor rykkede 45 medarbejde og to fly pløkkerne op i Aalborg og fløj i slutningen af september mod Vietnam til en masse indenrigsflyvning for Bamboo Airways. De forskellige medarbejdere måtte gerne tage hjem til familien med jævne mellemrum, men meningen var at man var ansat på løn derude i syv måneder. Så kom man til slut marts, start april 2021 og det var ved at være tid til at vende hjem, 2 fly (OY-GDB & OY-GDC) vendte atter hjem mod Aalborg sammen med alle medarbejdere, en uges tid efter satte endnu et hold medarbejdere kursen mod Hanoi, Vietnam med ét fly (OY-GDA) for at flyve nogle ture, som Bamboo Airways havde brug for at få fløjet indtil midten af juni 2021, herefter lettede holdet og OY-GDA for sidste gang fra Hanoi International Airport, efter 9 måneders virksomhed i Vietnam med en masse oplevelser i tasken.[kilde mangler]

## Flyflåde
Great Dane Airlines flyver pr. 27. november 2019 med 3 Embraer ERJ-195.
OY-GDA Embraer ERJ-195
OY-GDB Embraer ERJ-195
OY-GDC Embraer ERJ-195
OY-GDD Embraer ERJ-195 (Forventes leveret i efterår 2021)

## Internationale ruter
Charterflyvninger fra:
| Charterflyninger                | Charterflyninger |
| Fra                             | Til |
| ------------------------------- | --- |
| - Aalborg - Billund - København | - Mallorca - Rhodos - Las Palmas de Gran Canaria - Kreta - Madeira - Preveza - Alanya - Rijeka - Split - Zadar - Frankfurt am Main - Lissabon - Napoli - Bologna - Dublin - Edinburgh - Lakselv |